# Aegialomys xanthaeolus
Aegialomys xanthaeolus is een zoogdier uit de familie van de Cricetidae. De wetenschappelijke naam van de soort werd voor het eerst geldig gepubliceerd door Thomas in 1894.